# Ноябрь 2006 года

Список событий ноября 2006 года.

## События
- 2 ноября — в Иране начались широкомасштабные военные учения Корпуса «стражей исламской революции» «Великий пророк 2».
- 3 ноября — власти Владивостока и Благовещенска вслед за обеими российскими столицами — Москвой и Санкт-Петербургом — запретили «Русский марш», запланированный на 4 ноября, в День народного единства[1].
- 4 ноября
  - В Москве задержаны более 200 участников «Русского марша»[2].
  - Алексий II поздравил россиян сразу с двумя праздниками[3].
- 5 ноября
  - Саддам Хусейн приговорён к смертной казни через повешение за преступления против человечности[4].
  - Референдум в Лихтенштейне по принятому ранее закону, ограничивавшему разведение собак.
- 6 ноября — Никарагуа: предварительные данные выборов говорят о победе Ортеги.
- 7 ноября
  - В Москве на Красной площади начался торжественный марш, посвящённый 65-й годовщине исторического парада 7 ноября 1941 года.
  - «Слезоточивая революция» в Бишкеке: на шестые сутки протестов милиции пришлось применять силу, чтобы успокоить многотысячную толпу противников и сторонников оппозиции в Киргизии.
  - Засада на Мордовский ОМОН.
- 9 ноября — в Финляндии стартовал второй из четырёх этапов хоккейного Евротура.
- 10 ноября
  - В Польше в автокатастрофе погибли четверо российских граждан, в том числе девочки из детской и молодёжной сборной России по гребле.
  - На собрании руководителей клубов Российской футбольной премьер-лиги было принято решение проводить чемпионат России по системе «осень-весна»[5][6].
- 12 ноября — новое палестинское правительство национального единства возглавит Мухаммед Шабир.
- 13 ноября
  - По данным опросов на выходе с избирательных участков (exit-poll), жители Южной Осетии высказались за независимость от Грузии. Евросоюз не признаёт итоги референдума в Южной Осетии[7].
  - Российский нападающий «Атланта Трэшерз» Вячеслав Козлов признан лучшим игроком недели в НХЛ.
- 16 ноября
  - Российская женская сборная по волейболу заняла первое место на чемпионате мира в Японии.
  - Начались волнения в Нукуалофа (Тонга).
- 17 ноября — в Венгрии умер футболист Ференц Пушкаш.
- 18 ноября
  - ЦСКА Москва стал победителем чемпионата России по футболу 2006 года.
  - Том Круз и Кэти Холмс сочетались браком в замке под Римом. Круз и Холмс сыграли сайентологическую свадьбу в итальянском замке.
- 19 ноября — 1-й тур парламентских выборов в Мавритании.
- 20 ноября
  - Экс-агент российской ФСБ А. Литвиненко остается на лечение в Лондоне. Британская полиция расследует отравление Александра Литвиненко.
  - Бутырский суд Москвы признал виновным и приговорил главного редактора бюллетеня «Радикальная политика» Бориса Стомахина к пяти годам лишения свободы — журналиста посадили за сотрудничество с сайтом «Кавказ-Центр».
  - Российский нападающий «Лос-Анджелес Кингз» Александр Фролов признан лучшим игроком недели в НХЛ.
- 21 ноября — вышла в свет новая книга Бориса Акунина об Эрасте Фандорине — «Нефритовые чётки», действие которой происходит в промежутках между существующими романами в конце XIX века. Новая книга Акунина выходит тиражом 500 тысяч экземпляров[8].
- 22 ноября
  - Госдума РФ приняла во II чтении изменения в Градостроительный кодекс РФ, устраняющие административные барьеры в сфере строительства жилья.
  - Состоялись первые в России биржевые торги газом — цена на 15 долларов выше государственной.
  - Парламентские выборы в Нидерландах. Победу одержала правящая партия Христианско-демократический призыв.
- 23 ноября — в Туле вынесен приговор полковнику ФСБ, застрелившему солдата. Сергей Столба осуждён на 6 лет лишения свободы за нарушение правил обращения с оружием, повлёкшее по неосторожности смерть человека, превышение должностных полномочий и незаконное хранение оружия.
- 24 ноября — Егор Гайдар был госпитализирован в одну из дублинских больниц с симптомами тяжёлого отравления[9].
- 26 ноября — референдумы в Эквадоре и второй тур президентских выборов.
- 28 ноября
  - Папа Римский Бенедикт XVI прибывает в Турцию для своего четырёхдневного визита.
  - В возрасте 57 лет умерла актриса театра и кино Любовь Григорьевна Полищук.
- 29 ноября — почётная награда «Премия Рунета», присуждаемая наиболее полезным сайтам Рунета, была вручена Википедии.